# Centrum Ewaluacji i Analiz Polityk Publicznych
Centrum Ewaluacji i Analiz Polityk Publicznych (CEAPP) – jednostka badawcza funkcjonującą przy Uniwersytecie Jagiellońskim. Centrum zostało powołane w kwietniu 2008 roku decyzją Jego Magnificencji Rektora UJ. Centrum pełni funkcje jednostki naukowo-badawczej, eksperckiej i edukacyjnej, nastawionej przede wszystkim na współpracę z administracją publiczną, zarówno centralną, jak i regionalną, w zakresie ewaluacji i analizy polityk publicznych oraz ich metodologii. Prowadzi badania naukowe w zakresie analizy i ewaluacji polityk publicznych, systemu edukacji, rynku pracy i gospodarki opartej na wiedzy w Polsce. Zajmuje się również szkoleniami i wsparciem eksperckim dla administracji publicznej, świata nauki i biznesu. Centrum związane jest z Zakładem Socjologii Gospodarki, Edukacji i Metod Badań Społecznych Instytutu Socjologii. Współpracuje również z ekspertami i specjalistami z innych obszarów.

## Struktura Organizacyjna
Obecnie w CEAPP działa pięć zespołów badawczych, zajmujących się następującą tematyką:
- Badania, Rozwój, Innowacje. ceapp.uj.edu.pl. [zarchiwizowane z tego adresu (2016-09-11)].
- Badania Edukacyjne. ceapp.uj.edu.pl. [zarchiwizowane z tego adresu (2016-09-13)].
- Kapitał Ludzki. ceapp.uj.edu.pl. [zarchiwizowane z tego adresu (2016-09-13)].
- Praca, Organizacja, Zarządzanie. ceapp.uj.edu.pl. [zarchiwizowane z tego adresu (2016-09-11)].
- Starzenie Się i Przebieg Życia. ceapp.uj.edu.pl. [zarchiwizowane z tego adresu (2016-09-13)].

## Działania
Zakres działalności Centrum obejmuje:
- Badania empiryczne dotyczące rynku pracy, edukacji (zwłaszcza ustawicznej), polityk społecznych i jakości rządzenia.
- Ogólna metodologia wskaźników w systemie polityk publicznych i jej aplikacji w poszczególnych domenach strategii rozwoju kraju oraz opracowywanie dezyderatów dla GUS i Eurostatu w zakresie pomiaru istotnych zjawisk z obszaru oddziaływania polityk publicznych.
- Prace badawczo-rozwojowe w zakresie metodologii ewaluacji, ze szczególnym uwzględnieniem nowoczesnych metod badania efektów netto programów i projektów oraz ustalania związków przyczynowych pomiędzy interwencją publiczną a obserwowanymi efektami.
- Prace nad adaptacją osiągnięć w zakresie metodologii badań i analizy danych do badań ewaluacyjnych, rozeznania nowości w zakresie technologii informatycznych i możliwości ich wykorzystania w monitoringu, ewaluacji i analizie polityk publicznych.
- Prace analityczne w zakresie rozwiązań pilotażowych dla potrzeb polityk publicznych, ze szczególnym uwzględnieniem kształcenia przez całe życie i innych działań w zakresie budowania kapitału ludzkiego.
- Badania nad pomiarem produktywności nauki w Polsce w kontekście budowania konkurencyjności nauki i gospodarki.
- Badania nad mechanizmami absorpcji wsparcia adresowanego do sektora małych i średnich przedsiębiorstw.
- Badania nad uwarunkowaniami społeczno-kulturowymi skuteczności oddziaływań interwencji publicznych.
- Prace eksperckie ad-hoc w ramach długofalowej współpracy z jednostkami administracji publicznej zajmującymi się programowaniem i ewaluacją programów i polityk publicznych.
- Badania dotyczące kapitału ludzkiego i rynku pracy.